# My Humps
My Humps ist ein Lied der US-amerikanischen Hip-Hop-Gruppe The Black Eyed Peas. Es erschien auf ihrem vierten Album Monkey Business.

## Hintergrund
Das Lied samplet I Need a Freak von Sexual Harassment, Wild Thing von Tone Lōc und It’s Automatic von Pretty Tony.
In einem Interview in der britischen Fernseh-Show This Morning erklärte will.i.am, dass er My Humps ursprünglich für die Pussycat Dolls schrieb. 2011 erklärte er in einem Interview mit MTV News, dass sie My Humps bei Auftritten nicht mehr spielen werden.

## Musikvideo
Die Regie zum Musikvideo von My Humps führten Fatima Robinson und Malik Hassan Sayeed. Das Musikvideo hatte seine Premiere 2005 auf TRL. Das Musikvideo zeigt Fergie, die zusammen mit Backgroundtänzern tanzt. Fergie trägt teure Luxussymbole, wie Juwelen von Louis Vuitton. Die anderen Bandmitglieder – apl.de.ap, Taboo, und will.i.am – singen darüber, wie sie Fergie bewundern. Fergie rappt und singt über ihre Hüften, Kurven, ihren Hintern und ihre Brüste (lovely lady lumps). Außerdem singt Fergie darüber, dass sie wie ein Sexobjekt behandelt werden will. In einigen Szenen werden Taboo, Apl.de.ap, und will.i.am von Tänzerinnen erotisch angetanzt.
Das Musikvideo gewann am 31. August 2006 einen MTV Video Music Awards in der Kategorie Best Hip-Hop Video.

## Rezeption

### Preise
Das Lied wurde bei den Grammy Awards 2007 in der Kategorie Best Pop Performance by a Duo or Group with Vocals ausgezeichnet.

### Rezensionen
Die Urteile der Musikkritiker fielen äußerst negativ aus. John Bush von Allmusic bezeichnete das Lied als „einen der peinlichsten Raptitel des neuen Jahrtausends.“ Hua Hsu vom Slate Magazin schrieb: „Das Lied ist nicht schlecht, es ist sehr schlecht.“
Im Jahr 2007 wählten die Leser des Rolling Stone das Lied in einer Umfrage zum „nervigsten Lied“.
Matthew Wilkening vom AOL Radio platzierte das Lied auf Platz 80 der „schlechtesten Lieder aller Zeiten“.
Trotz der schlechten Kritik wurde das Lied kommerziell ein großer Erfolg und erreichte in den amerikanischen Billboard Hot 100 Platz 3 und verbrachte dort fast über zwei Monate.
Das Magazin Pitchfork Media listete das Lied auf Platz 15 der „schlechtesten Lieder des Jahres 2005“ und erklärten: „Wie zuvor Who Let the Dogs Out, zerstört My Humps ebenso die Definition des Wortes „Lied“.“ Das Magazin beschrieb das Lied als „kommerzielle fünf-minütige Jingle.“

### Chartplatzierungen
| ChartsChartplatzierungen       | Höchstplatzierung | Wochen |
| ------------------------------ | ----------------- | ------ |
| Deutschland (GfK)              | 4 (18 Wo.)        | 18     |
| Österreich (Ö3)                | 4 (26 Wo.)        | 26     |
| Schweiz (IFPI)                 | 3 (43 Wo.)        | 43     |
| Vereinigte Staaten (Billboard) | 3 (36 Wo.)        | 36     |
| Vereinigtes Königreich (OCC)   | 3 (16 Wo.)        | 16     |

| ChartsJahrescharts (2005)    | Platzierung |
| ---------------------------- | ----------- |
| Vereinigtes Königreich (OCC) | 32          |

| ChartsJahrescharts (2006)      | Platzierung |
| ------------------------------ | ----------- |
| Deutschland (GfK)              | 30          |
| Österreich (Ö3)                | 31          |
| Schweiz (IFPI)                 | 29          |
| Vereinigte Staaten (Billboard) | 42          |
| Vereinigtes Königreich (OCC)   | 75          |

| ChartsJahrescharts (2000–2009) | Platzierung |
| ------------------------------ | ----------- |
| Vereinigte Staaten (Billboard) | 84          |

### Auszeichnungen für Musikverkäufe
| Land/Region                  | Auszeichnungen für Musikverkäufe (Land/Region, Auszeichnung, Verkäufe) | Verkäufe  |
| ---------------------------- | ---------------------------------------------------------------------- | --------- |
| Australien (ARIA)            | Platin                                                                 | 70.000    |
| Brasilien (PMB)              | Platin                                                                 | 60.000    |
| Dänemark (IFPI)              | Platin                                                                 | 8.000     |
| Deutschland (BVMI)           | Gold                                                                   | 150.000   |
| Frankreich (SNEP)            | Gold                                                                   | 100.000   |
| Neuseeland (RMNZ)            | Gold                                                                   | 5.000     |
| Schweden (IFPI)              | Gold                                                                   | 10.000    |
| Vereinigte Staaten (RIAA)    | 5× Platin · + 2× Platin (Mastertone)                                   | 7.000.000 |
| Vereinigtes Königreich (BPI) | Platin                                                                 | 600.000   |
| Insgesamt                    | 4× Gold · 11× Platin ·                                                 | 8.003.000 |

Hauptartikel: The Black Eyed Peas/Auszeichnungen für Musikverkäufe